# Liste der Baudenkmale in Matamata
Die Liste der Baudenkmale in Matamata umfasst alle vom New Zealand Historic Places Trust (NZHPT) als „Historic Place“ oder „Historic Area“ eingestuften Baudenkmale und Flächendenkmale der neuseeländischen Ortschaft Matamata. Die Angaben stammen aus dem Register des NZHPT. Die Bezeichnungen der Baudenkmale orientieren sich an diesem Register. In die Liste werden auch bekannte Wahi Tapu (Area), kulturell und religiös bedeutsame Stätten und Gebiete der Māori, aufgenommen. Sie werden jedoch meist nicht publiziert.

| Bild | Bezeichnung                                 | Ort      | Anschrift                  | Beschreibung                                 | Bauzeit   | Eintrag            | Nummer | Kat. |
| ---- | ------------------------------------------- | -------- | -------------------------- | -------------------------------------------- | --------- | ------------------ | ------ | ---- |
| BW   | Firth Tower Museum - Firth's Tower          | Matamata | 266A Tower Road Karte      | Wohnhaus, Teil des Firth Tower Museums       | 1882      | 21. September 1989 | 0754   | 1    |
| BW   | Firth Tower Museum - Jail Building          | Matamata | 266A Tower Road Karte      | Gefängnis, Teil des Firth Tower Museums      | 1892      | 5. September 1985  | 4219   | 2    |
| BW   | Firth Tower Museum - Post Office Building   | Matamata | 266A Tower Road Karte      | Postamt, Teil des Firth Tower Museums        | n.a.      | 5. September 1985  | 4220   | 2    |
| BW   | Firth Tower Museum - Gordon School Building | Matamata | 266A Tower Road Karte      | Schulgebäude, Teil des Firth Tower Museums   | n.a.      | 5. September 1985  | 4221   | 2    |
| BW   | Firth Tower Museum - Methodist Church       | Matamata | 266A Tower Road Karte      | Kirchengebäude, Teil des Firth Tower Museums | n.a.      | 5. September 1985  | 4222   | 2    |
| BW   | McCaw Homestead (Former)                    | Matamata | 266A Tower Road Karte      | Wohnhaus, Teil des Firth Tower Museums       | 1902–1903 | 11. Dezember 2003  | 4340   | 2    |
| BW   | Cranswick                                   | Matamata | 14 Cranswick Cresent Karte | Wohnhaus                                     | n.a.      | 5. September 1985  | 4223   | 2    |
| BW   | Bank of New Zealand Building                | Matamata | 59 Arawa Street Karte      | Bankfiliale                                  | n.a.      | 5. September 1985  | 4224   | 2    |
| BW   | Rawhiti Rest Home Building                  | Matamata | 15 Gordon Tce Karte        | Pflegeheim                                   | 1916      | 5. September 1985  | 4225   | 2    |
| BW   | Cleavedeale                                 | Matamata | Hinuera Rd West Karte      | Wohnhaus                                     | 1911      | 5. September 1985  | 4226   | 2    |